# Asikli Höyük
Aşıklı Höyük es un yacimiento arqueológico situado en Capadocia, a unos 25 km al sureste de la ciudad de Aksaray (Turquía). El poblado estuvo ocupado desde finales del IX y la mayor parte del VIII milenio a. C., durante el Neolítico acerámico, una fase contemporánea del Neolítico precerámico B del Levante mediterráneo.

## Historia
La investigación científica en el yacimiento fue iniciada por Ian A. Todd, quien visitó por primera vez el sitio en 1964. Sin embargo, las excavaciones no comenzaron hasta 1989 y fueron motivadas por el hecho de que la zona estaba amenazada de inundación debido a un cambio en la gestión del agua del lago artificial de la represa de Mamasın. Esta amenaza no se materializó finalmente. Esta investigación fue llevada a cabo por varios arqueólogos de la Universidad de Estambul: primero por Ufuk Esin hasta 2001, y luego por Nur Balkan Atlı hasta 2003. Durante esta fase se excavó alrededor de 4200 m2, lo que supone el 12,5% de la superficie del yacimiento. Desde 2010 se ha llevado a cabo una nueva fase de excavaciones bajo la dirección de Mihriban Özbaşaran. Alrededor del yacimiento se ha creado un parque arqueológico que incluye la reconstrucción de un barrio doméstico. Una estructura cubre parte de las zonas excavadas.

## Cronología
La antigüedad del asentamiento fue reconocida muy rápidamente, en particular mediante datación por radiocarbono. Estas últimas, realizadas sobre elementos de tres de las doce fases de ocupación, permiten situar la frecuentación del poblado entre el 8200 y  el 7400/7000 a. C. 
Se distinguen varios niveles principalesː
- nivel 1 : 7500 - 7400 a. C.
- nivel 2 (fase 2a a 2j): 8000 - 7500 a. C.
- nivel 3 (fase 3a a 3c): 8200 - 8000 a. C.

Aşıklı Höyük es el asentamiento más antiguo que se conoce en la zona aunque fue frecuentado ya en el Paleolítico, especialmente para la explotación de obsidiana.

## Medio ambiente
El pueblo está situado en un bucle del río Melendiz, en un valle de altitud media (1199,5 m sobre el nivel del mar). El sustrato geológico de toda la zona es toba volcánica.
El medio ambiente es y fue favorable para el asentamiento de comunidades humanas, ya que los suelos son fértiles y el agua está disponible con bastante facilidad.
Otros recursos importantes disponibles a poca distancia son la obsidiana de Göllüdağ, Acıgöl y Nenezi Dağ.

## Arquitectura y organización del sitio
El asentamiento abarca 4 ha. y fue parcialmente destruido por el río. Su población se estima en unos pocos cientos de personas. Al igual que los demás tells, el emplazamiento se caracteriza por las fases de reconstrucción sucesiva de las casas sobre los cimientos no desmontados de las casas anteriores. Aşıklı Höyük se distingue por el hecho de que la estructura de las casas y su orientación no diferían en absoluto de una fase a otra, en contraste con yacimientos al menos parcialmente contemporáneos como Çayönü. Se desconoce la duración de la ocupación de las estructuras antes de su destrucción parcial y de una nueva fase de construcción. Si se estima en 30-60 años, como en Çatalhöyük, algunos edificios muestran fases de reconstrucción durante 240 a 480 años.
Los edificios son semisubterráneos y están construidos con ladrillos de barro. Sus características incluyen chimeneas, una pequeña plataforma, piedras de molino y fosas funerarias.
Con el inicio del VIIImilenio a. C., se produjeron cambios en la arquitectura y en los patrones de asentamiento. Las estructuras rectangulares sustituyeron a los edificios ovalados y semisubterráneos. Estos edificios rectangulares eran en su mayoría de una sola habitación. Aunque son pocos, también hay edificios de dos y tres habitaciones. Hacia el final de la ocupación de los asentamientos, los edificios comenzaron a agruparse. Las agrupaciones de edificios, que generaban barrios, estaban separadas por espacios estrechos o pasajes con acceso a vertederos comunales.
Los edificios están agrupados en barrios que comparten los mismos patios. Estos patios se utilizaban para diversas actividades, como cocinar y probablemente comer, pero también para trabajar la obsidiana y procesar la piel de los animales. Los límites y las relaciones entre estos diferentes barrios no se conocen debido al estado de conservación de estos espacios y a que algunos de ellos se encuentran bajo las bermas que rodean los espacios excavados.
Los barrios están separados por estrechos callejones de 0,5 a 1 m de ancho  o por patios abiertos de hasta 4 metros de diámetro.
No hay estructuras de almacenamiento. Sin embargo, la comparación con otros yacimientos como Çatalhöyük sugiere que algunas piezas pueden haber sido utilizadas con este fin.
Las habitaciones de las casas son pequeñas, ya que sólo miden 12 m2 de media. Se agrupan de 5 a 6 y se conectan entre sí mediante aberturas. Sin embargo, no hay apertura al exterior. Por lo tanto, es probable que el acceso se realizara a través de los tejados, como se hacía en Çatalhöyük.
También hay edificios más grandes sin chimeneas. Se interpretan como edificios públicos. Su estructura interna también difiere de la de los demás edificios. Uno de ellos («complejo HV») es 20 veces mayor que el mayor edificio «normal». Se extiende sobre 500 m2. Estas estructuras están formadas por múltiples habitaciones y tienen grandes patios interiores. Sus muros son más macizos que los de los otros edificios. Su interpretación sigue sin estar clara hasta el día de hoy, pero estos edificios tenían claramente funciones distintas a las de las otras estructuras. Esto no es específico de Aşıklı Höyük, ya que se conocen edificios de este tipo en lugares contemporáneos como Nevalı Çori, Behida o 'Ain Ghazal.
Las chimeneas aparecen en el 30-40% de las habitaciones excavadas. Son rectangulares y suelen colocarse en una de las esquinas de una habitación. Miden de 0,5 a 3 m².

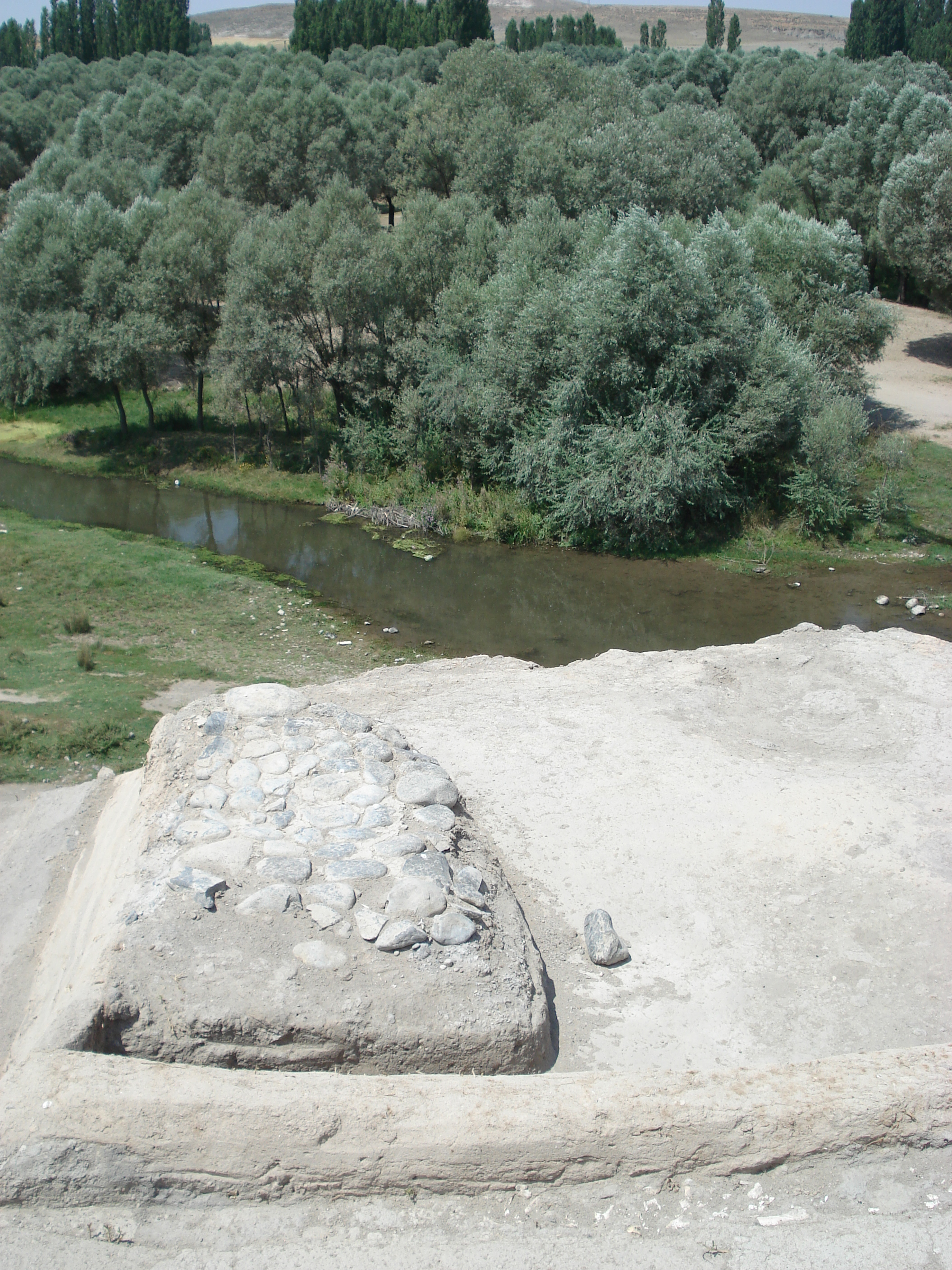
En primer plano, una chimenea en una casa, al fondo, el río Melendiz.
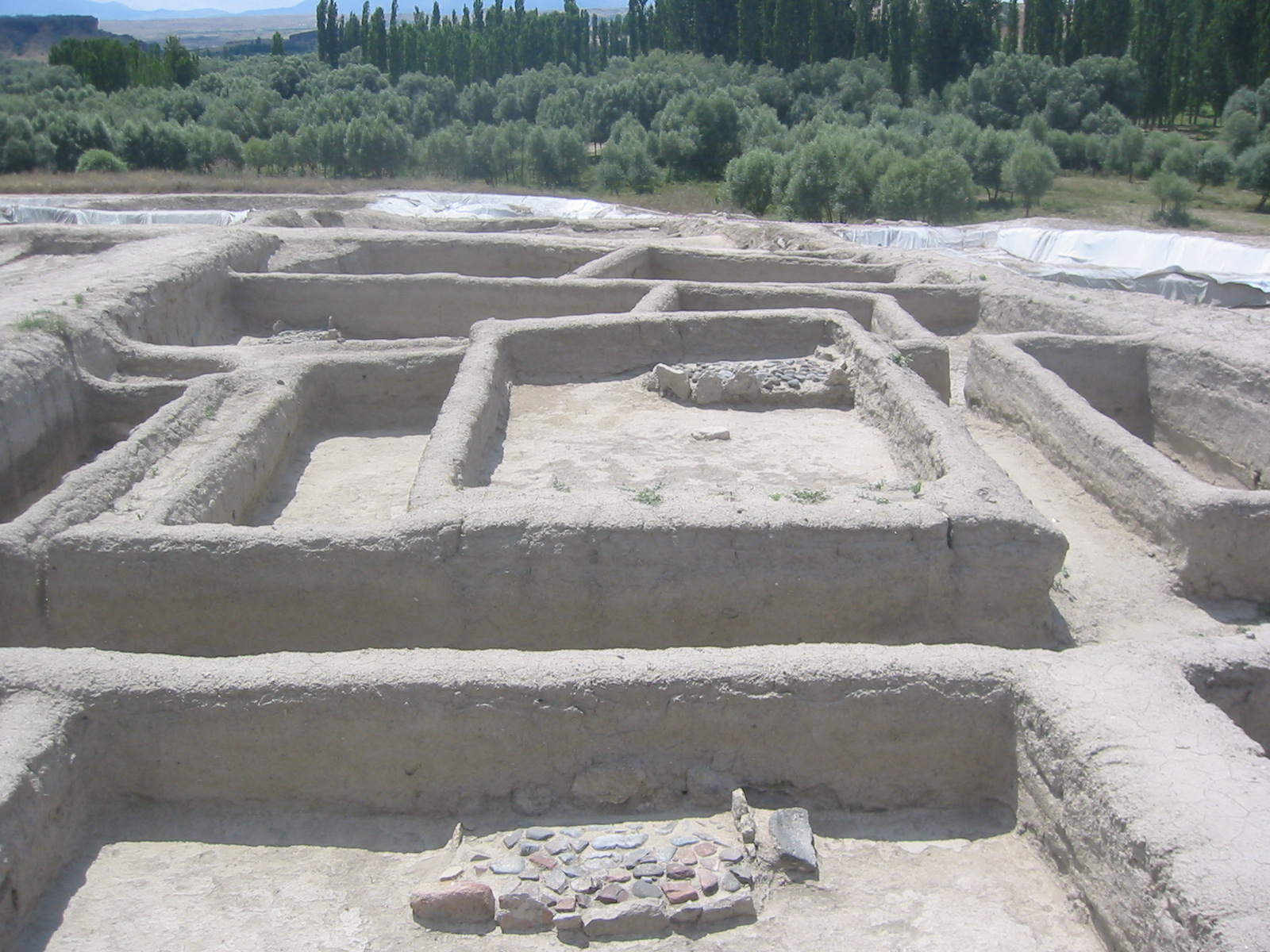
Vista general de las excavaciones.
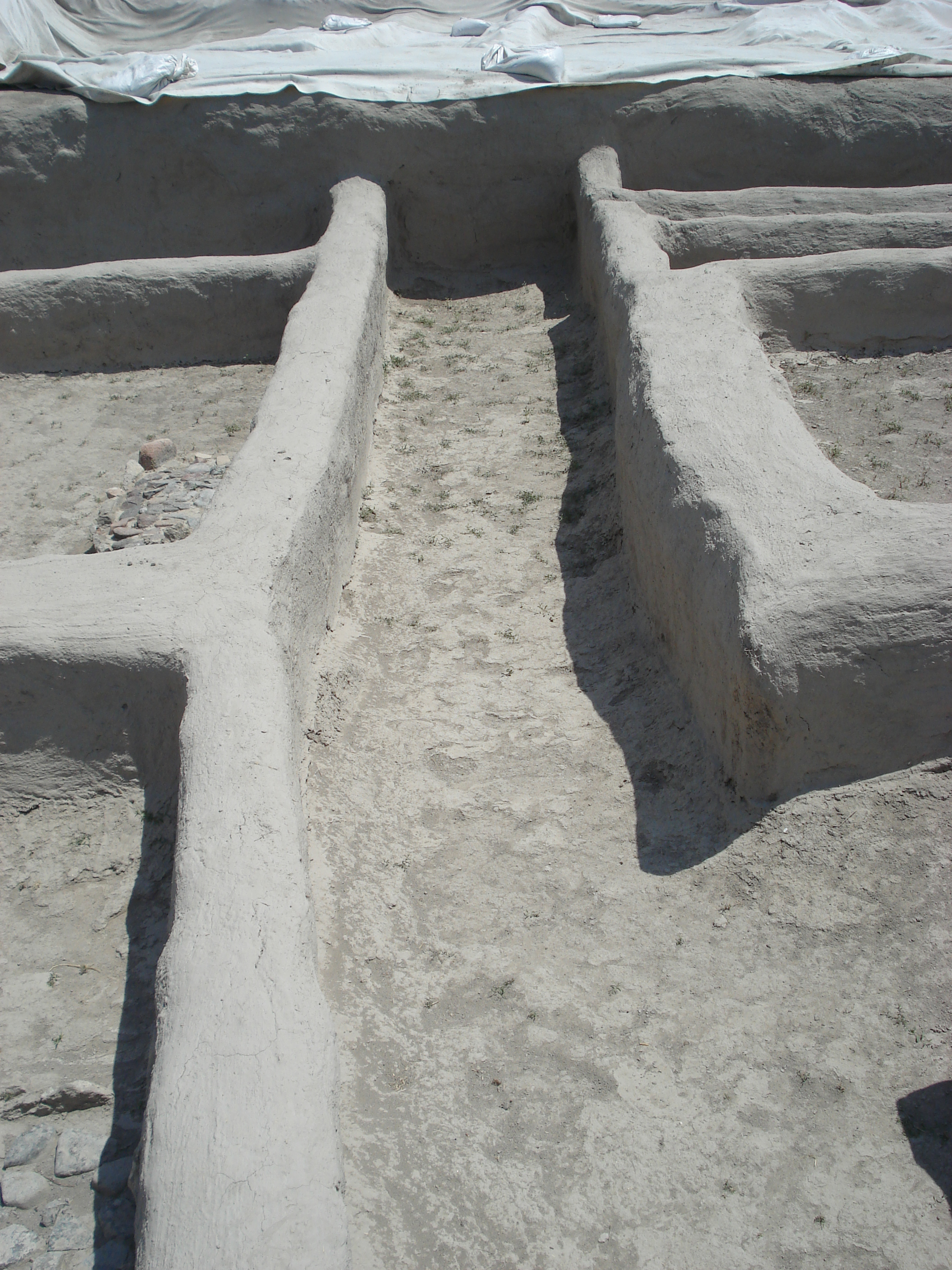
Edificios descubiertos durante las excavaciones.
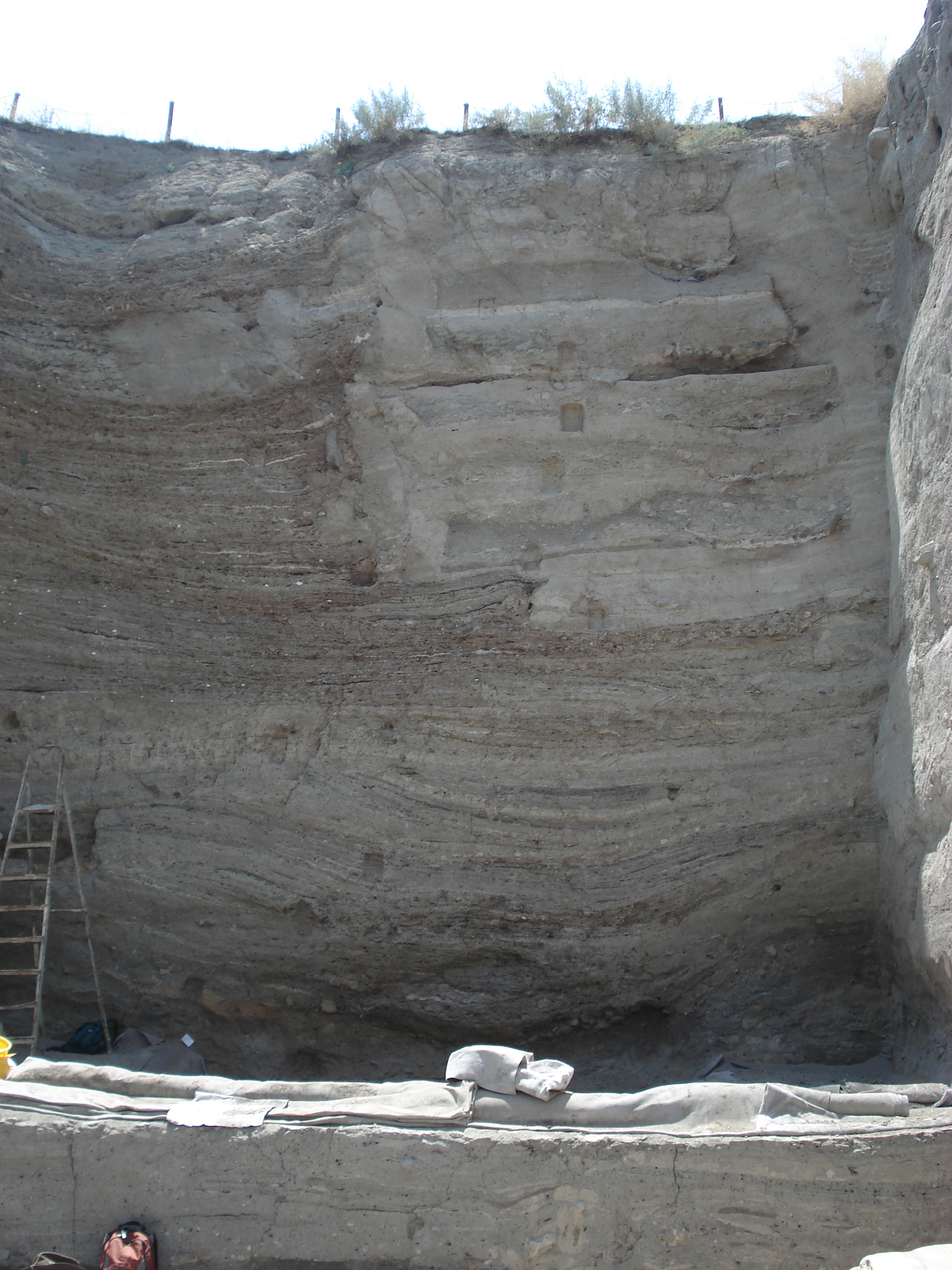
Perforación profunda que muestra las sucesivas reconstrucciones sin modificación del plano.
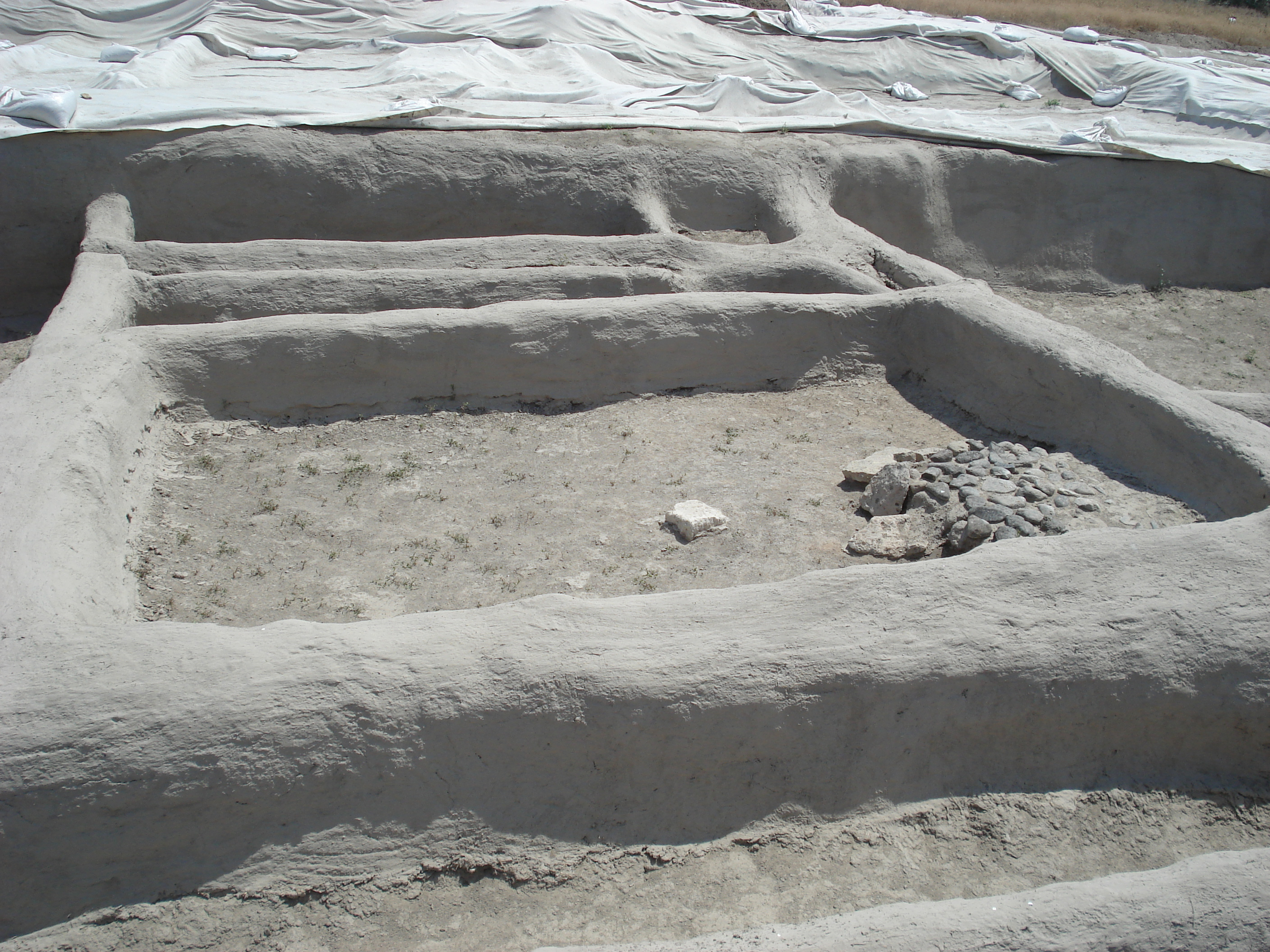
Chimenea en una casa.
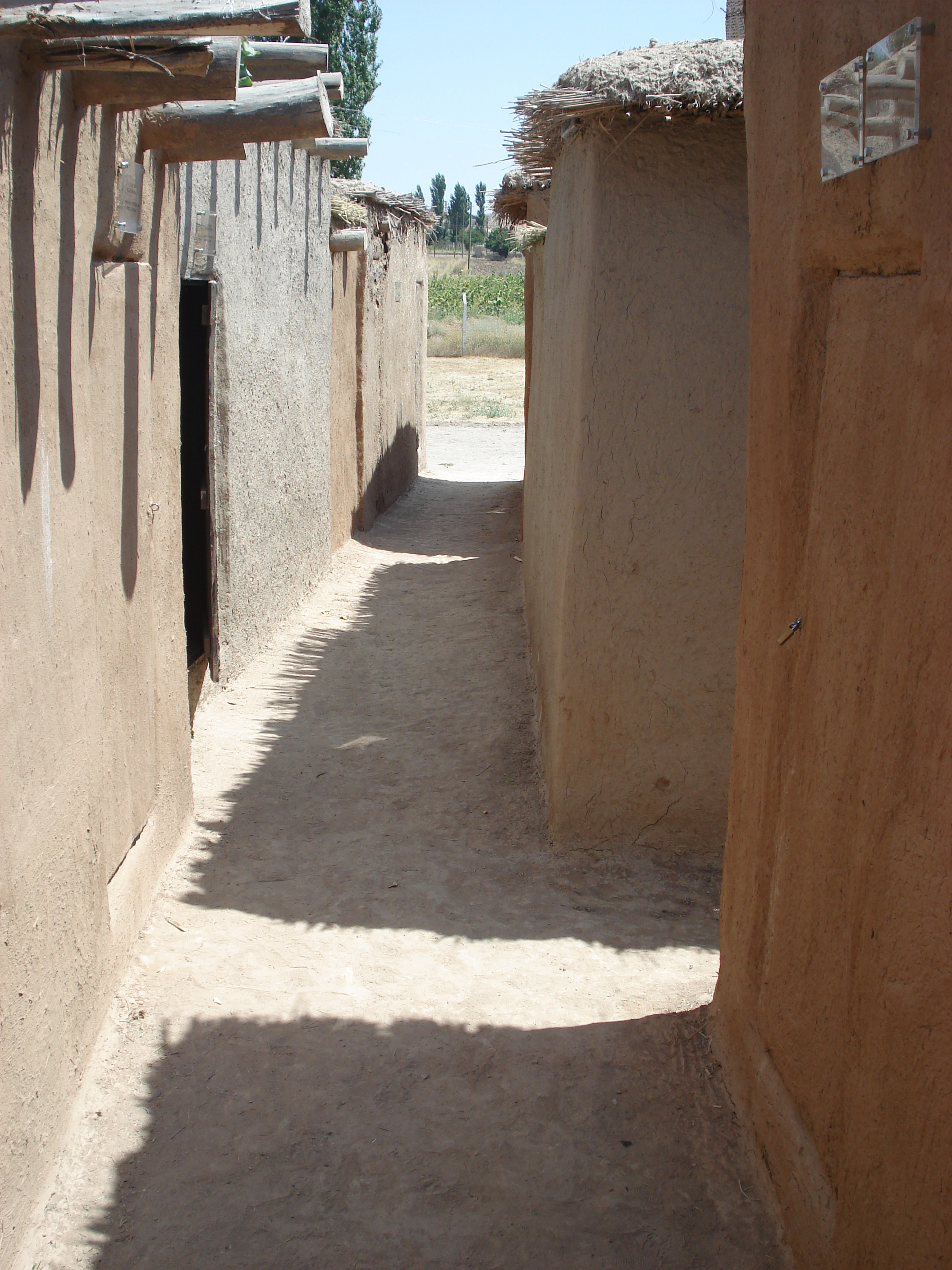
Reconstrucción de las casas.
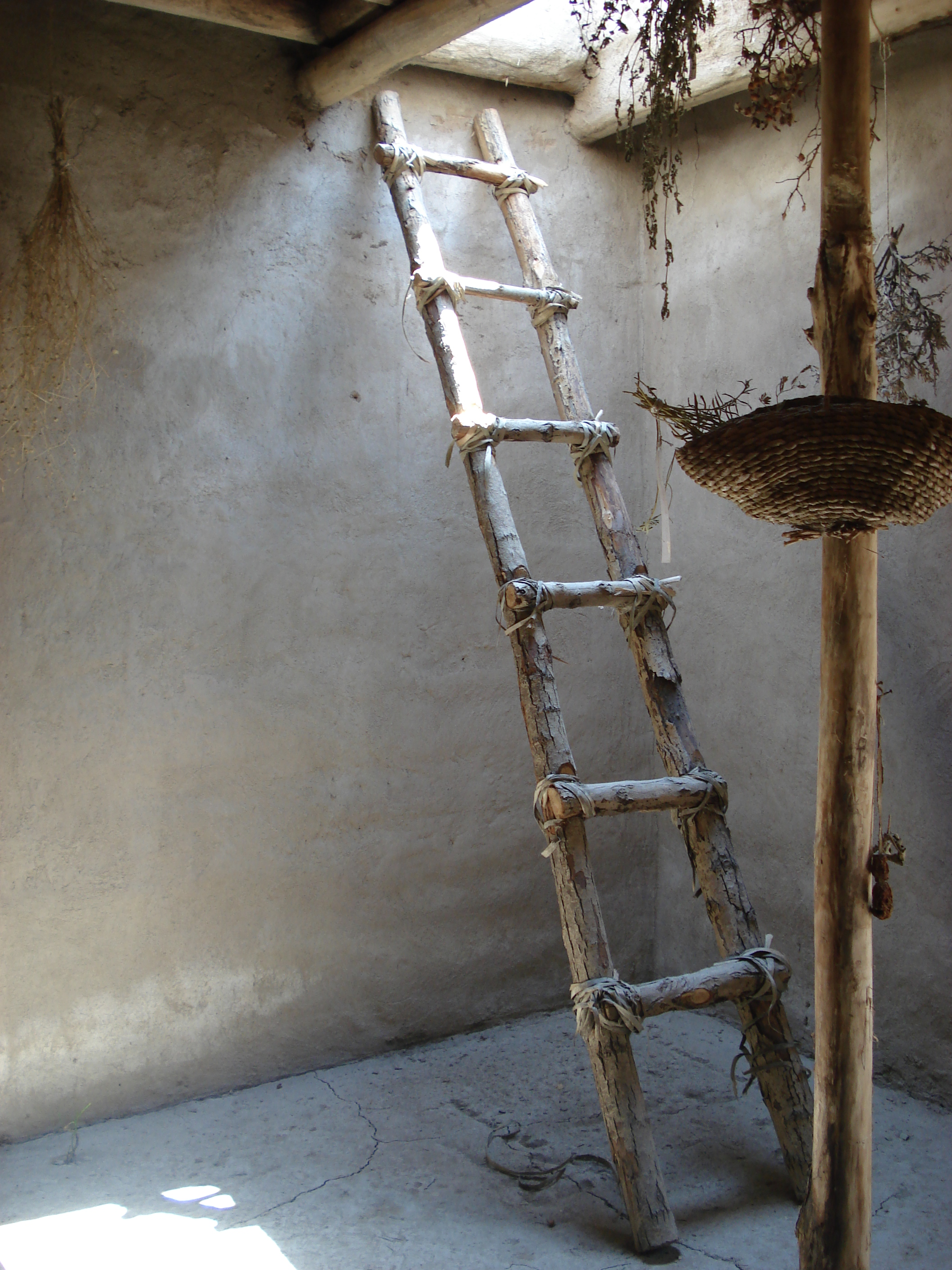
Reconstrucción de la entrada a una casa por el tejado.
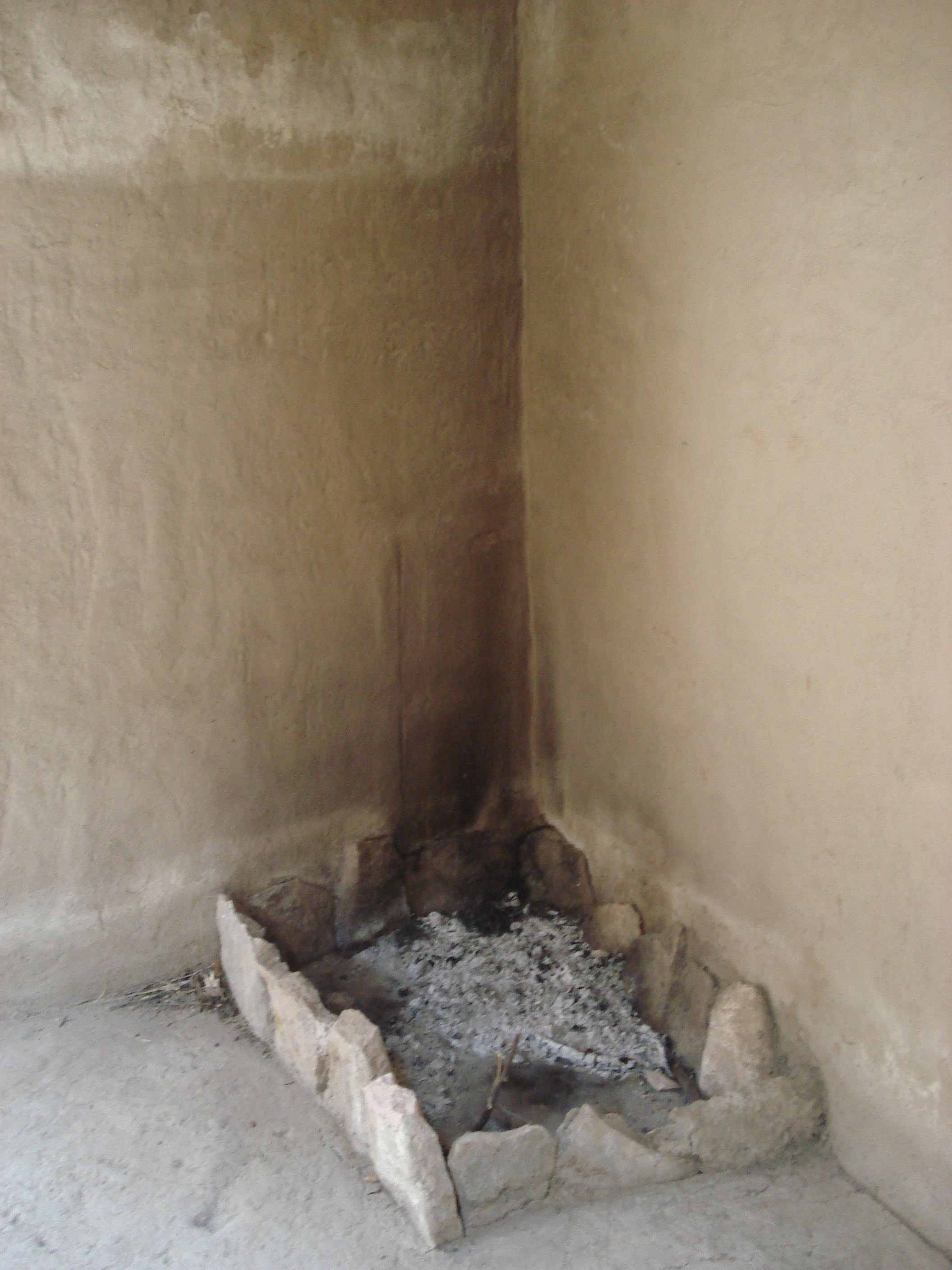
Reconstrucción de una chimenea.

## Los objetos encontrados en el sitio

### Las herramientas de piedra tallada
Aparte de algunos elementos de sílex importados de otra región, las herramientas de piedra tallada son exclusivamente de obsidiana. A pesar de la abundancia de este material en este emplazamiento y de la proximidad de los yacimientos de los que procede, no hay pruebas de que pudiera constituir un centro de producción cuyos productos se distribuyeran por toda Capadocia y fuera de ella.
Las hojas líticas de entalladura naviformeproducidas en los talleres de los alrededores, especialmente de Göllüdağ, como las excavadas en Kaletepe, que se distribuyen hacia las regiones del sur, hasta Chipre, no están documentadas en el yacimiento.  También se desconoce la técnica de presión.
Es probable que algunas tradiciones de utillaje se hayan originado con los cazadores-recolectores del Mesolítico, por ejemplo, el método geométrico y de media luna  microlitos y el golpe de microburil. Se encuentran puntas que cumplían múltiples funciones. Su tipología es similar a la de los puntas del Neolítico precerámico B contemporáneo, pero éstos se obtienen por métodos mucho más complejos Los raspadores son abundantes. El yacimiento atestiguaría así un sincretismo de diferentes tradiciones, las de los cazadores-recolectores del centro de Anatolia y las de los primeros agricultores-criadores del norte de Mesopotamia y del Levante mediterráneo.

### Adornos, figuritas
La obsidiana también se utilizaba para fabricar brazaletes, del que sólo se conserva un fragmento. El análisis de esta ha demostrado su extrema regularidad y atestigua el excepcional nivel técnico de los artesanos que la fabricaron. Es posible que este objeto no se haya fabricado localmente, sino que proceda de Anatolia oriental.
También se han encontrado algunas cuentas de cobre. Están hechas de cobre nativo.
Solo hay una estatuilla. Es de terracota y representa un animal.

## Economía y modo de vida
Aşıklı Höyük es el primer asentamiento sedentario importante de la región. 
La población vivía, al menos en parte, de la agricultura y la ganadería, pero la caza tenía sin duda un papel importante. Además, los huesos de especies domesticadas encontrados en el yacimiento corresponden a animales aún poco diferenciados de sus antepasados salvajes.
Según Henk Woldring, los cereales domesticados encontrados en el yacimiento no se cultivaron localmente, sino que se importaron de otra región.
El yacimiento corresponde, pues, a una fase de transición hacia la domesticación. Un estudio de 2019 basado en las concentraciones de sal en la orina estableció que durante el milenio de ocupación del sitio, 1 790 ± 510 seres humanos y cabezas de ganado estaban presentes en el sitio. Este método de análisis se  ha utilizao por primera vez, y un mayor perfeccionamiento del método podría proporcionar posteriormente resultados más precisos
Los datos arqueozoológicos atestiguan un amplio espectro de caza durante el IX milenio a. C., incluyendo una variedad de presas pequeñas, aves y peces, aunque el énfasis siempre estuvo en las ovejas y las cabras. Los análisis micromorfológicos y químicos del suelo, así como la presencia de capas primarias de estiércol, atestiguan que los animales se mantenían in situ, dentro de recintos de madera de acacia y mazorca. Los datos arqueozoológicos, así como los análisis isotópicos, muestran que las cabras, especialmente las ovejas, se mantuvieron en el asentamiento desde los primeros niveles. La comunidad tenía conocimientos y experiencia en el cultivo de plantas y de cereales silvestres y domesticados. Entre las plantas recolectadas se encontraban plantas silvestres, legumbres y frutos.

## Prácticas funerarias

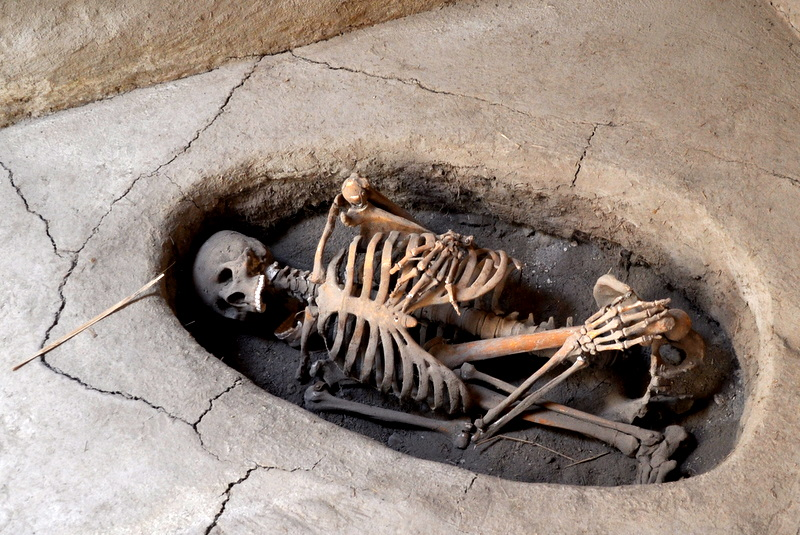
Enterrado en posición fetal.

Las distintas campañas de excavación han desenterrado 70 cuerpos enterrados bajo algunas de las 400 estructuras excavadas. Se colocaban en fosas excavadas en el suelo bajo los pisos de los edificios mientras las casas seguían en uso.
No hay una selección evidente en las personas enterradas: hay mujeres y hombres de todas las edades y niños.
La posición de los cuerpos, la orientación de las tumbas y el número de cuerpos en cada tumba varían. 
Algunos de los hombres habían alcanzado la edad de 55-57 años, mientras que la mayoría de las mujeres murieron a la edad de 20-25 años. Los niños representan más de un tercio de los enterrados, y casi la mitad murieron antes de cumplir un año.
Más de la mitad de los cuerpos, tanto de adultos como de niños, muestran signos de exposición al fuego.
Aunque esta tradición no fue objeto de cambios durante cientos de años, durante los últimos niveles de ocupación del yacimiento surgieron nuevas prácticas. A mediados del IX milenio a. C. no se enterraba a los muertos con adornos personales. Sin embargo, se observan cambios hacia la mitad del VIII milenio a. C., cuando se encuentran algunos individuos enterrados con adornos.
Muchas sepulturas contienen objetos, sobre todo collares y pulseras de cuentas de diferentes materiales. Algunas tumbas se distinguen por un relleno de yeso, una práctica que también se conoce en Anatolia oriental. Dado el número de entierros en relación con el tamaño del sitio, solo algunos de los habitantes fueron enterrados bajo el suelo de las casas cuando murieron. Se desconoce por completo el tratamiento de los cuerpos de los demás miembros del asentamiento.